# Shenzhen I/O
Shenzhen I/O  — компьютерная игра в жанре головоломки и игры для программистов, разработанная компанией Zachtronics. Выпущена в ноябре 2016 года для Microsoft Windows, Linux и macOS.

## Игровой процесс
Shenzhen I/O — головоломка, действие которой разворачивается в недалёком будущем. Игрок принимает роль инженера-электроника, эмигрировавшего в Шэньчжэнь для работы в вымышленной технологической компании Shenzhen Longteng Electronics. Игроку даются задачи по разработке продуктов для клиентов, включающие в себя создание электронных схем и написания кода для их работы. Язык программирования, используемый в игре, похож на язык ассемблера, а электронные схемы напоминают упрощённую версию реальной электроники.
Игра позволяет игрокам создавать собственные задачи путём написания скриптов на Lua.

## Разработка и выпуск
Shenzhen I/O была разработана студией Zachtronics. Игра выглядит духовной наследницей предыдущей работы студии, TIS-100, головоломки для программистов, выпущенной в 2015 году. Shenzhen I/O разработан для той же ниши аудитории — людей, интересующихся программированием. Идея использования в качестве сеттинга города Шэньчжэнь, являющегося крупным центром производства электроники и высокотехнологичных товаров в Китае, пришла в голову Барта после чтения блога Эндрю «bunnie» Хуана, в котором описывался опыт работы в этом городе.
В игре более дружелюбный пользовательский интерфейс, чем в TIS-100, и есть прописанные персонажи. Zachtronics не стали добавлять в игру режим обучения для объяснения игрокам, как играть в Shenzhen I/O, вместо этого они решили добавить справочное руководство, напичканное полезной информацией. Нарративные элементы вплетены в руководство и игровой процесс просьбами о создании тех или иных вымышленных продуктов.
Zachtronics анонсировали Shenzhen I/O в сентябре 2016 года. В октябре 2016 года была выпущена рабочая версия игры с помощью раннего доступа в Steam. Игра была выпущена из раннего доступа 17 ноября 2016 года на платформах Linux, macOS и Windows. Всего разработка игры заняла примерно шесть месяцев.
Получив обратную связь от игроков, Zachtronics решили выпустить Shenzhen Solitaire, мини-игру из Shenzhen I/O, в качестве отдельной игры. Она вышла 16 декабря 2016 года.

## Награды и критика
Игра Shenzhen I/O была положительно оценена Бренданом Колдуэллом из Rock, Paper, Shotgun.
Хотя цена на Shenzhen I/O была выше, чем на прошлую игру студии TIS-100, Zachtronics наблюдали лучшие продажи игры во время раннего доступа.
Игра была номинирована на награду «Превосходство дизайна» (англ. Excellence in Design) на IGF Awards.
Летом 2018 года, благодаря уязвимости в защите Steam Web API, стало известно, что точное количество пользователей сервиса Steam, которые играли в игру хотя бы один раз, составляет 112 807 человек.